# عبدالقادر باجمال
عبدالقادر باجمال (عربی: عبد القادر باجمال؛ زادهٔ ۱۸ فوریه ۱۹۴۶ – درگذشته ۷ سپتامبر ۲۰۲۰) یک سیاست‌مدار اهل یمن بود. وی از مارس ۲۰۰۱ تا آوریل ۲۰۰۷ نخست‌وزیر این کشور بود.